# Coscurita
Coscurita – gmina w Hiszpanii, w prowincji Soria, w Kastylii i León, o powierzchni 54,96 km². W 2011 roku gmina liczyła 103 mieszkańców.